# Варда Фока Млади
Вижте пояснителната страница за други личности с името Фока.
Варда Фока Млади (на латински: Bardas Phokas; на гръцки: Βάρδας Φωκᾶς) е византийски военачалник, спечелил ред успехи срещу арабите в Армения и Сирия, но най-известен с неуспешните си опити да завладее престола през 970 (срещу император Йоан I Цимисхий) и през 987 – 989 г. (срещу Василий II), довели Византия до сериозна политическа и финансова криза.

## Родови връзки
Произлиза от фамилията Фока. Син е на куропалат Лъв Фока Млади и племенник на император Никифор II Фока. Има брат – Никифор, и сестра – София. Чрез нейния брак с Константин Склир е свързан с мощната фамилия Склир, а чрез своя – с рода Андралест. Има двама синове – Лъв Фока и Никифор Фока Ватрахил, които вземат дейно участие в бунта му срещу император Василий II.

## Роля в междуособиците от 70-те години на X век
Около 967 г. Варда Фока е назначен за дук на областта Халдия и предводител на византийските войски срещу арабите на арменския фронт. Две години по-късно унищожава основната арабска база в Армения – Манцикерт. Дворцовият преврат в края на 969 г. спира военната му кариера. За да предотврати бунтове на привържениците на убития Никифор II Фока, узурпаторът Йоан I Цимисхий отнема командването и титлите на Варда и го затваря. Варда обаче успява да избяга от затвора и през 970 г. вдига бунт в Кападокия, възползвайки се от изтеглянето на имперските войски за борба с руските нашественици на Балканите. Но надеждите му за разбунтуване на тракийските провинции не се оправдават, повечето от привържениците му го изоставят и самият той е принуден да се предаде на Цимисхиевия военачалник Варда Склир. Като условие за предаването животът на Варда Фока е пощаден, но е принуден да се замонаши на остров Хиос, където остава осем години.
Заточението свършва през 978 г., когато паракимоменът Василий извежда Варда Фока от манастира и му поверява командването на правителствените войски срещу разбунтувалия се Склир. Фока ловко подминава въстаниците, разположени на малоазийския бряг на Босфора, за да достигне Кападокия, където родът му има много привърженици. В две последователни сражения Склир го принуждава да отстъпи на изток, но в решителното, при Акве Сарвене в областта Харсиан през март 979 г., Фока печели пълна победа с помощта на Давид от Тао.

## Доместик на източните схоли (978 – 985)
С победата над Склир и титлата доместик на източните схоли Варда Фока придобива контрол върху най-многобройната и най-боеспособна част от византийската армия – контингентите в Мала Азия и по арабската граница, а с това и голямо политическо влияние в империята за период от около седем години. Възползвайки се от новото си положение, през това време той води полусамостоятелна политика спрямо източните съседи на Византия. В два похода през 983 и 985 г. отблъсква египетските Фатимиди от северна Сирия, разорява Хомс и принуждава Алепското емирство да възобнови плащането на данък (прекъснато по време на въстанието на Склир), подготвяйки окончателното му завоюване.

## Въстание срещу Василий II (987 – 989)
В опит да намали мощта на Варда Фока през 986 г. император Василий II го понижава в длъжност, като го назначава за дук на Антиохия, но още на следващата година го възстановява на поста доместик на схолите, за да се справи с нов бунт на Варда Склир в Месопотамия. Вместо да воюва със Склир обаче Фока се договаря с него за подялба на империята и през август 987 г. сам се обявява за император в Кападокия, обръщайки поверената му армия срещу Василий II. Елиминирайки Склир чрез измама, Варда Фока обединява бунтовническите сили и към средата на 988 г. завладява цяла Мала Азия. Опитът на императора да вдигне бунт на арменците в тила му, е неутрализиран от грузинските съюзници на Фока, но липсата на достатъчно силна флота попречва на узурпатора да премине Проливите и да блокира Константинопол. Когато Василий II получава военна помощ от русите, част от бунтовническата войска е разбита при Хрисопол, а самият Варда Фока загива при неизяснени обстоятелства в битката при Абидос през пролетта на 989 г.